# Erasmo Gattola
Erasmo Gattola (Gaeta, 4 agosto 1662 – Montecassino, 1º maggio 1734) è stato un monaco cristiano, archivista e storico italiano.

## Biografia
Nato da Girolamo e Giovanna d'Albito, ambedue di nobile e ricca famiglia, Erasmo, come la maggioranza dei suoi fratelli, fu avviato dai genitori alla vita ecclesiastica. Nel novembre 1675 entrò nell'abbazia di Montecassino e nel 1676 vestì l'abito di san Benedetto. Da subito si dedicò verso la ricerca erudita. Per le sue attività i superiori del convento nel 1684 lo nominarono suddiacono. Nel novembre 1685 incontrò il grande riformatore della storiografia ecclesiastico-religiosa Jean Mabillon, della Congregazione di San Mauro presso Abbazia di Saint-Germain-des-Prés. Mavillon, al termine di un viaggio di studi in Italia, raggiunse Montecassino per svolgere degli studi presso l'archivio del monastero e il giovane Erasmo ebbe l'onore di assisterlo. Grazie ai comuni interessi eruditi, tra Mabillon e Gattola nacque un rapporto di collaborazione e amicizia che si potrasse nel tempo. Il Gattola divenne uno dei più validi collaboratori delle pubblicazioni, dell'abbazia di Saint-Germain-des-Prés, inviando innumerevoli documenti estratti dai codici cassinensi, da quelli di Cava de' Tirreni e da altri archivi del Regno di Napoli.

## Scritti
- De ecclesiasticae hierarchiae ordinibus, Modena, 1703
- Historia abbatiae Cassinensis: per saeculorum seriem distributa, qua Leonis Chronicon a Petro Diacono ad annum MCXXXVIII, Sebastianum Coleti editore, Venezia, 1733[2]